# Cerkev Marijinega vnebovzetja, Bled
Cerkev Marijinega vnebovzetja na Bledu, imenovana tudi Cerkev naše ljube Gospe, Marija na jezeru, Marija na Otoku in Cerkev Marije Kraljice na Blejskem otoku, je podružnična cerkev Župnije Bled. Nahaja se na Blejskem otoku. Je morda najstarejše romarsko središče na Slovenskem in priljubljena turistična znamenitost. Cerkev s samostojnim zvonikom se ponaša s petimi dragocenimi oltarji in prižnico. Zvon želja v ladijskem nadstrešnem stolpiču je znan daleč prek meja slovenskih dežel.
Cerkev je v barok preoblečena starejša gotska stavba. Ima pravokotno ladjo s po eno kapelo na vsaki strani in ožji prezbiterij z veliko in malo zakristijo ob straneh. Lopa na zahodni strani nima več nekdanje vloge cerkvenega preddverja, ker je vhod prestavljen na južno fasado cerkve. Notranjost cerkve je enoten, baročno obokan, pobeljen in svetel prostor. Poudarki so prepuščeni oltarjem: velikemu lesenemu oltarju v prezbiteriju, kamnitima stranskima oltarjema na vzhodnem koncu ladje in dvema v stranskih kapelah. Veliki oltar je »zlati oltar« in velja za eno najbolj kakovostnih del kranjskega poznega baroka. Na severni in južni steni prezbiterija so ohranjene freske iz 15. stoletja. Ob južni fasadi cerkve samostojno stoji 52 metrov visok zvonik z gotskim portalom in baročno streho.
Posebna privlačnost cerkve je njena bogata preteklost. Arheološke raziskave v šestdesetih letih dvajsetega stoletja so pokazale, da je cerkev zgrajena na mestu svojih številnih predhodnic, ki so skozi zgodovino dale blejskemu otoku poseben religiozni, kulturni in narodnostni pomen, ki je nekoč privlačil romarje sedaj pa turiste. Z večanjem cerkve pa je bilo treba širiti tudi ploščad okrog nje, kar je otok preoblikovalo iz skalnega grebena v idilično podobo, ki jo poznamo danes.

## Zgodovina cerkvene zgradbe in njene predhodnice
Pri arheoloških raziskavah, ki jih je v letih 1962–1965 vodil Center za zgodnje srednjeveške in staroslovanske študije pri Narodnem muzeju v Ljubljani, so se pod cerkvijo pokazali temelji njenih petih predhodnic, ki jih delno lahko vidimo tudi skozi steklene tlake v cerkvenem podu.
Najstarejši je temelj podkvaste apside, ki pripada sicer še iz lesa grajeni kapeli (9 x 5 m). Oblika apside kapelo časovno uvršča v konec 8. ali začetek 9. stoletja, to je v čas, ko si je naše kraje podredilo Frankovsko cesarstvo in se je začelo pokristjanjevanje. Kapela je imela stene pletene iz protja, ki je bilo ometano z lepom. Os kapele je skoraj pravilno  usmerjena proti vzhodu. Okrog cerkve so začeli pokopavati umrle.
Po nekem časovnem presledku je bila v 10. stoletju na istem mestu zgrajena prva zidana cerkvica. Polkrožno apsido je imela ravno tam kot kapela, pravokotna ladja (12 x 5 m) pa je segala nekoliko dlje proti zahodu. Da so dobili dovolj velik prostor za postavitev zgradbe, so morali še malo bolj kot pred prvo gradnjo poravnali kamniti vrh otoka.
Leta 1004 je cesar Henrik II. blejsko posest podelil briksenškim škofom in v naslednjem stoletju so na otoku zgradili večjo dvoladijsko cerkev, kakršne so tedaj gradili v Briksnu, npr. cerkev sv. Rite. Tloris prejšnje cerkvice so za 6,5 m podaljšali proti vzhodu in za 2,5 m proti severu; na severu so tako pridobili prostor za ožjo stransko ladjo. Ta cerkev je bila že solidno grajena, z 90 centimetrskimi zidovi. Imela je dve apsidi, širšo in (severno) ožjo. Ker se je pod apsido in severno steno naravni teren že spuščal, segajo tam temelji globlje; prostor v notranjosti so zapolnili z nasutjem. S širitvijo tlorisa so uničili grobove ob cerkvi. Verjetno odtlej na otoku niso več redno pokopavali.
V 12. stoletju so cerkev s prispevki bogatih kmetov spet povečali; na južni strani so ji dodali še drugo stransko ladjo in jo preoblikovali v triladijsko romansko baziliko. Podrli so južno steno cerkve in južneje sezidali novo, ki še vedno stoji skrita v južni steni sedanje cerkve. Tako so dobili (simetrično na levo) še desno stransko ladjo, ki pa so jo zaključili ravno, brez apside. Istočasni so se zgodile velike spremembe v okolici cerkve, kjer so uredili romarsko ploščad tako, da so malo dlje okrog cerkve zgradili oporne zidove in notranjo stran zapolnili z nasutjem. S tem se je začela spreminjati tudi silhueta otoka, prej kamnitega grebena. Leta 1185 je cerkev na otoku prvič omenjena v dokumentu kot Sancta Maria in lacu Veldes oz. sancta Maria in Verde.
Gotsko obdobje je v 14. stoletju vzpodbudilo novo gradnjo, gradnjo gotske enoladijske cerkve: podrli so severno cerkveno steno in južneje sezidali novo, podrli so tudi zahodno steno in sezidali novo tik ob zunanji strani prejšnje. Od predhodnice so ohranili južno steno in vzhodni ravni zaključek desne ladje (ti zidovi se še vedno nahajajo v stenah današnje cerkve in arheologom veliko povedo). Cerkev je dobila samostojen manjši zvonik, ki je stal južneje od sedanjega.
Leta 1431 je krški škof Lovrenc cerkvi podelil pravico dajanja odpustkov, s pomočjo katerih naj bi se najbrž stekala sredstva za nadaljnje prenavljanje cerkve. Nova gradnja je cerkvi prinesla daljši, tristrano zaključen prezbiterij. Tloris tako dobljene cerkve se v glavnih stenah pokriva s tlorisom sedanje cerkve. Na severni strani so prezbiteriju prizidali zakristijo. Streha nad ladjo in prezbiterijem je bila identična z obliko današnje strehe. Na današnjem mestu so zgradili slemenski stolpič z zvonom želja. Morda ni naključje, da stoji ta ravno na mestu apside (najsvetejšega dela) prvih dveh cerkva (sledeč tej vertikali je do današnjih dni preživela misel o posvečenosti otoka). Ob cerkvi so zgradili nov, večji zvonik, ki še vedno stoji kot spodnji del današnjega zvonika.
Prenovljeno cerkev z novim oltarjem je 15. decembra 1465 posvetil prvi ljubljanski škof grof Žiga Lamberg. Kot so pokazale arheološke raziskave, so cerkev kmalu po tej posvetitvi poslikali s freskami. Hud potres leta 1511 je cerkev močno prizadel. Obnovljeno je leta 1523 ponovno posvetil ljubljanski škof Krištof Ravbar. Poročilo z vizitacije ljubljanskega škofa Tomaža  Hrena iz leta 1601 navaja, da je cerkev obokana in vsa lepo poslikana (totum pulchre depicta).
V drugi polovici 17. stoletja so cerkev postopoma barokizirali in ji dali sedanjo obliko: tristrani zaključek prezbiterija so spremenili v pravokotnega in obokali strop prezbiterija; povečali so veliko zakristijo na severni strani prezbiterija (ima porezane vogale) in dodali malo zakristijo na južni strani prezbiterija; vstopa v zakristiji iz prezbiterija so uredili skozi črna baročna portala, ki jih je izdelala ljubljanska kamnoseška delavnica Mihaela Kuše; prizidali so vhodno lopo in nad njo uredili pevski kor; prizidali so stranske kapele s prirezanimi vogali. S težkim baročnim ometom so prekrili gotsko poslikavo v prezbiteriju in cerkev pobelili.
Povišali so zvonik in mu naredili baročno streho. Povečali pa so tudi romarsko ploščad, tako da so niže na pobočju zgradili še en obroč opornih zidov in prostor znotraj njih nasuli. S tem šele je otok dobil silhueto, ki smo je vajeni.
Leta 1866 je mojster Janez Vurnik na južni fasadi ladje dodal portal, skozi katerega se danes vstopa v cerkev.

## Baročna notranja oprema cerkve
Kamnoseška delavnica Mihaela Kuše je leta 1699 izdelala oba stranska oltarja ob vzhodni ladijski steni, posvečena Mariji Magdaleni in sv. Blažu, ter oltar v sv. Mihaela v južni kapeli. Oltarji so izdelani iz črnega in belega marmorja, poživljajo pa jih inkrustacije iz raznobarvnih marmorjev. Slike na teh oltarjih so kakovostno delo in kažejo beneške vplive.
Veliki oltar v prezbiteriju, ki je »zlati oltar«, izrezljan torej iz lesa in pozlačen, je 1747 izdelal neznan rezbar in mu dal razkošno baročno podobo, ki  že nakazuje čas prihajajočega rokokoja. Ima po štiri svedrasto zavite stebre na vsaki strani, od katerih sta po dva pomaknjena v cerkveni prostor in ustvarjata večplastnost oltarja. Stebri delijo oltar v tri niše. V srednji je kip Marije z otrokom, ki sedi na oblakih in jo obkrožajo angeli; od zadaj jo osvetljuje okenska svetloba. Levo in desno stojita med stebri razkošno oblečena kipa cesarja Henrika in njegove žene Kunigunde in putta jima na blazinicah prinašata cesarski kroni. Zgoraj v atiki, ki jo oblikujejo volute in jo pokriva baldahin z zastorom, vlada na vencu oblakov med žarki Stvarnik, na volutah ob njem pa sedita dva keruba. Ves oltar je prekrit s pozlačeno predrokokojsko ornamentiko rastlinja, mrež in školjkovine. Tabernakelj z angeloma je iz kasnejšega časa. Leta 1864 je oltar obnovil Janez Vurnik starejši.
Marmornati oltar v severni kapeli sv. Ane je kot bogat okvir za Layerjevi delavnici pripisano sliko izdelal Kranjčan Valentin Vrbnik.  
Lep rezbarski izdelek je tudi lesena prižnica, v tlorisu štirikoten balkon z ostrešjem, okrašena z akantovo ornamentiko in školjkovino ter z reliefi in plastiko. Strokovnjaki jo uvrščajo v drugo četrtino 18. stoletja, stilno v zreli barok ali predrokokojsko obdobje. Avtor prižnice je neznan. Verjetno gre za izdelek ene od ljubljanskih delavnic, saj kaže izredno podobnost s prižnico iz uršulinske cerkve v Ljubljani.
Zelo stara je fasada orgel, ki jo je leta 1639 izdelal mojster Pavel Rotenburger. Na steni kora je grb prošta grofa Enzenberga. Križev pot je iz 19. stoletja.
Tri zvonove za zvonik je leta 1733 izdelal ljubljanski zvonar Samassa. Uglašeni so na des-dur, največji tehta 1736 kg. Zvon želja, ki tehta 178 kg, je mnogo starejši, leta 1534 ga je vlil mojster Francesco iz Padove (Patavina).

- veliki zlati Marijin oltar
- levi stranski oltar
- desni stranski oltar
- oltar v kapeli sv. Ane
- del freske na severni steni prezbiterija

## Freske v prezbiteriju
Večina notranjih sten cerkve ni poslikana, le belo pobeljena. Samo v severni in južni steni prezbiterija so restavrirane bolj ali manj sklenjeno ohranjene freske iz 15. stoletja. Freske prikazujejo prizore iz Marijinega življenja in Jezusovega otroštva. Freske so delo za naše razmere izjemnega ustvarjalca, za katerega slikanje je značilna trpka milina obrazov, pretanjene poteze rok in telesa in logično zgrajeno arhitekturno ozadje gotskih oblik; freskant naj bi pripadal širšemu krogu naslednikov mojstra Bofganga.

## Romanja in današnji utrip na otoku
Po izročilu, ki ga je povzel pesnik France Prešeren v Krstu pri Savici, je bilo na otoku svetišče že v času poganskih Slovanov. S krščanstvom je slovanska boginja Živa dobila nov pomen v Devici Mariji. Cerkev je postala cilj romarjev vsaj že v 12. stoletju. V času protestantizma se  je pritok romarjev zaustavil, a so romanja v obdobju protireformacije in katoliške obnove spet hitro oživela in dosegel višek v 17. in 18. stoletju. Racionalistični cesar Jožef II. bi cerkev najraje podrl. Hude čase je preživljala tudi v času Ilirskih provinc, ko je Francoze zamikalo njeno bogastvo, a so cerkev obranile blejske ženske in župan. Tok obiskovalcev je ustavila tudi nacionalizacija po drugi svetovni vojni, ko je utihnil tudi zvon želja. A prevladalo je spoznanje o kulturni in umetniški vrednosti otoških spomenikov. V letih 1962–1965 so temeljite arheološke raziskave pripravile osnovo za obnovitev kulturnega spomenika. Pod vodstvom Antona Bitenca so do leta 1972 strokovno obnovili in restavrirali cerkev v muzejske namene, obnovili pa so tudi okolico in spremljajoče objekte.
Po osamosvojitvi so bile vse stavbe na otoku vrnjene blejski župniji sv. Martina. Znova so zaživele stare stavbe in povrnil se je tudi del nekdanjega utripa, vendar na način, ki je primeren današnjemu času. V cerkvi so občasno, zlasti za praznike, maše in drugi dogodki. V zvoniku je obnovljena stara ura ter razgledišče, v drugih stavbah pa so gostišče, prodajalna spominkov in, v obnovljeni nekdanji stari proštiji, razstavna galerija.